# سیارک ۱۱۳۷۴
سیارک ۱۱۳۷۴ (به انگلیسی: 11374 Briantaylor، نامگذاری:1998QU60) یازده هزار و سیصد و هفتاد و چهارمین سیارک کشف شده‌است که در ۲۳ اوت ۱۹۹۸ کشف شد.
قدر مطلق سیارک برابر ۱۴٫۸۰ است.